# Gulo gulo

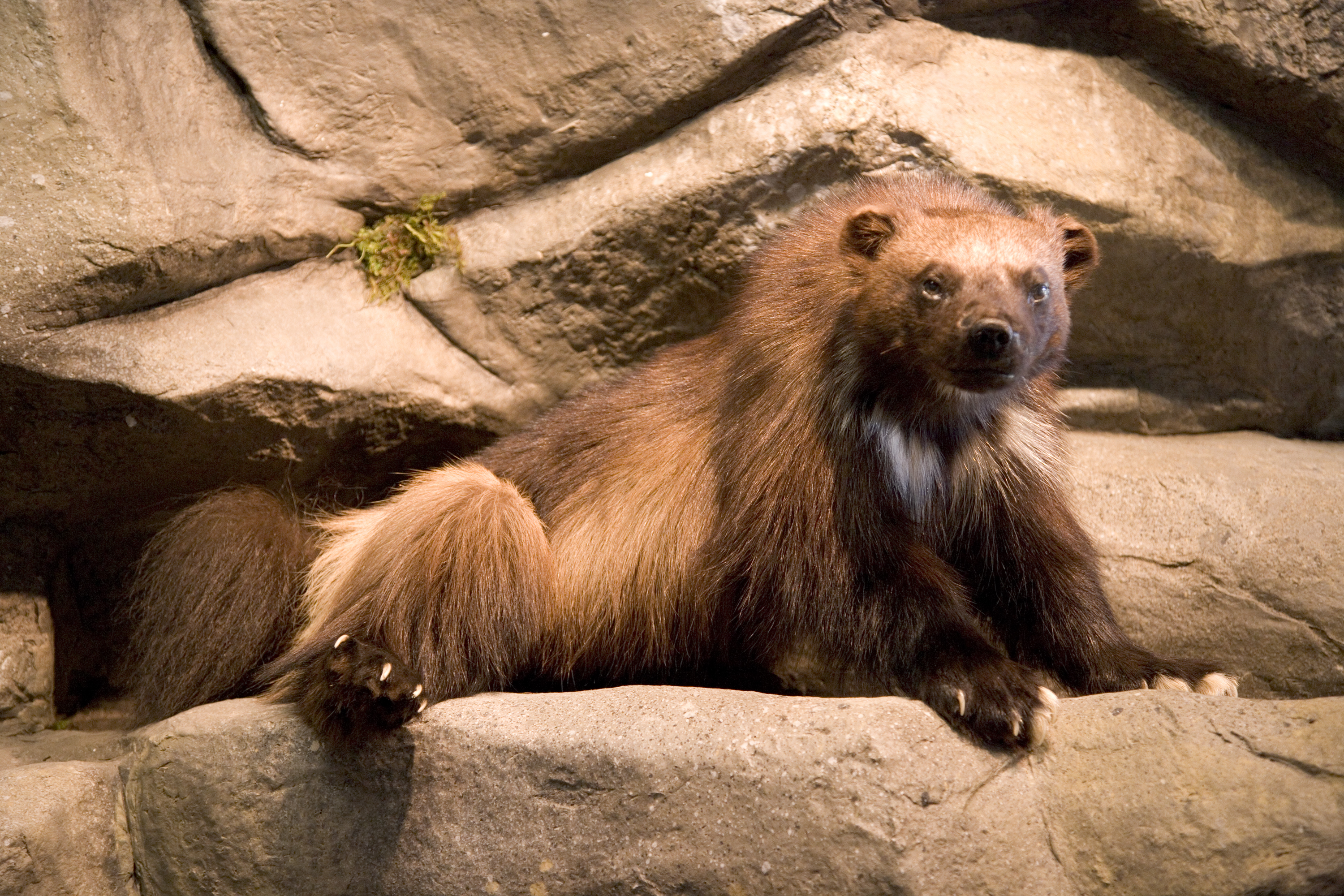
Glotón (Gulo gulo)

El glotón (Gulo gulo), también llamado carcayú, es un mamífero carnívoro de la familia Mustelidae y única especie viviente de su género.
Es un carnívoro fornido con muy mal genio y musculoso; se asemeja más a un pequeño oso que a otros mustélidos. El glotón tiene una reputación de ferocidad y fuerza desproporcionada a su tamaño, con la capacidad documentada para matar a presas mucho más grandes que él. 
Se puede encontrar principalmente en las partes remotas de los bosques boreales, subárticos y tundra alpina del hemisferio norte, con el mayor número en el norte de Canadá, el estado estadounidense de Alaska, los países nórdicos de Europa, y en todo el oeste de Rusia y Siberia. Sus poblaciones han experimentado un descenso constante desde el siglo XIX, principalmente por la caza, la reducción y la fragmentación de su hábitat, de tal manera que se ha extinguido en el extremo sur de su área de distribución europea. Las poblaciones más grandes se cree que permanecen en el norte de Canadá y el nordeste de Rusia. Los glotones son animales solitarios.
En febrero de 2013, el Servicio de Pesca y Vida Silvestre de los Estados Unidos propuso dar protecciones al glotón, en gran parte debido a que el cambio climático está desarticulando su hábitat invernal en la parte central de las Montañas Rocosas.

## Características
El glotón es de cuerpo robusto y pelaje largo y denso, cuyo aspecto recuerda al del oso. Es también el segundo más grande de los mustélidos (el primero de los terrestres), llegando a pesar entre 12 y 18 kg los machos (alcanzando a veces los 20 kg) y entre 8 y 12 kg las hembras.

## Distribución y hábitat
El glotón vive en las inmensas extensiones de la taiga y de la tundra euroasiática y norteamericana. En Europa todavía subsiste en la península escandinava, en el norte de Finlandia, con 150 ejemplares, y en el norte de Suecia y Noruega, que comparten una población de unos 380 glotones. Aunque sus poblaciones más grandes se encuentran en el norte de Rusia. Es un animal relativamente escaso, que en ciertas regiones llega a contarse entre las especies en peligro, sobre todo en la parte europea de su zona de distribución.

## Comportamiento
Los glotones son animales solitarios, excepto en el período de reproducción y cría. Las crías nacen después de una prolongada gestación, hacia el final del invierno y en la primera mitad de la primavera. Tienen territorios de caza fijos que se extienden, para los machos, por zonas de hasta 1000 km. Permanecen en constante movimiento, tanto de día como de noche, en busca de alimento.

### Alimentación
Los glotones son el omnívoro clásico; ocupan una posición elevada en la cadena trófica como carnívoros secundarios (depredadores de otros carnívoros) y además cierran el ciclo, ya que son carroñeros y depredan animales enfermos. No son muy apreciados por los cazadores, ya que también se apropian de los animales que caen en las trampas y de las provisiones de las cabañas de caza. Su alimento se halla muy diversificado: en verano comen aves y sus huevos, larvas, insectos, pequeños roedores, sobre todo ratones de campo, bayas y granos oleaginosos. Para acceder a esta fuente de alimentación, el mover grandes rocas o troncos en descomposición no será un obstáculo para un glotón adulto. Esta característica le ha otorgado la fama de ser un buscador obstinado.
En invierno también devoran a los grandes mamíferos, a los ungulados, a los animales muertos y a cualquier presa ocasional. El glotón se apodera de su víctima siguiéndole la pista y atacando después por sorpresa. También se apropian de las presas capturadas por otros carnívoros, sobre todo por los zorros y los demás mustélidos. Sus presas suelen ser renos, wapities, alces, corzos, jabalíes, ciervos, ciervos de cola blancas, conejos, liebres, ardillas, ardillas rayadas, marmotas, lemmings, castores, puercoespines, ratones, musarañas, topos, visones, comadrejas, zorros, zorros árticos, e incluso en alguna ocasión linces y coyotes.

## Subespecies
Se reconocen seis subespecies de glotón:
- Gulo gulo albus
- Gulo gulo gulo
- Gulo gulo katschemakensis
- Gulo gulo luscus
- Gulo gulo luteus
- Gulo gulo vancouverensis